# Łapsze Wyżne
Łapsze Wyżne is een plaats in het Poolse district Nowotarski, woiwodschap Klein-Polen. De plaats maakt deel uit van de gemeente Łapsze Niżne en telt 800 inwoners.
Tot 1918 behoorde het dorp tot het koninkrijk Hongarije. Na de implosie van Oostenrijk-Hongarije ten gevolge van de nederlaag in de Eerste Wereldoorlog, kwam Łapsze Wyżne onder het bestuur van de pas opgerichte republiek Tsjecho-Slowakije. Een daarop volgend grensconflict tussen Tsjecho-Slowakije en Polen zorgde ervoor dat het dorp in 1920 aan Polen werd toegewezen. Van 1939 tot 1945 werd het dorp deel van de Slovaakse Staat, maar in 1947 liet het gerestaureerde Tsjecho-Slowakije zijn aanspraken op het dorp voorgoed varen.